# 옥 짜뜨르앙
|   | a  | b  | c  | d  | e  | f  | g  | h  |   |
| 8 | a8 | b8 | c8 | d8 | e8 | f8 | g8 | h8 | 8 |
| 7 | a7 | b7 | c7 | d7 | e7 | f7 | g7 | h7 | 7 |
| 6 | a6 | b6 | c6 | d6 | e6 | f6 | g6 | h6 | 6 |
| 5 | a5 | b5 | c5 | d5 | e5 | f5 | g5 | h5 | 5 |
| 4 | a4 | b4 | c4 | d4 | e4 | f4 | g4 | h4 | 4 |
| 3 | a3 | b3 | c3 | d3 | e3 | f3 | g3 | h3 | 3 |
| 2 | a2 | b2 | c2 | d2 | e2 | f2 | g2 | h2 | 2 |
| 1 | a1 | b1 | c1 | d1 | e1 | f1 | g1 | h1 | 1 |
|   | a  | b  | c  | d  | e  | f  | g  | h  |   |

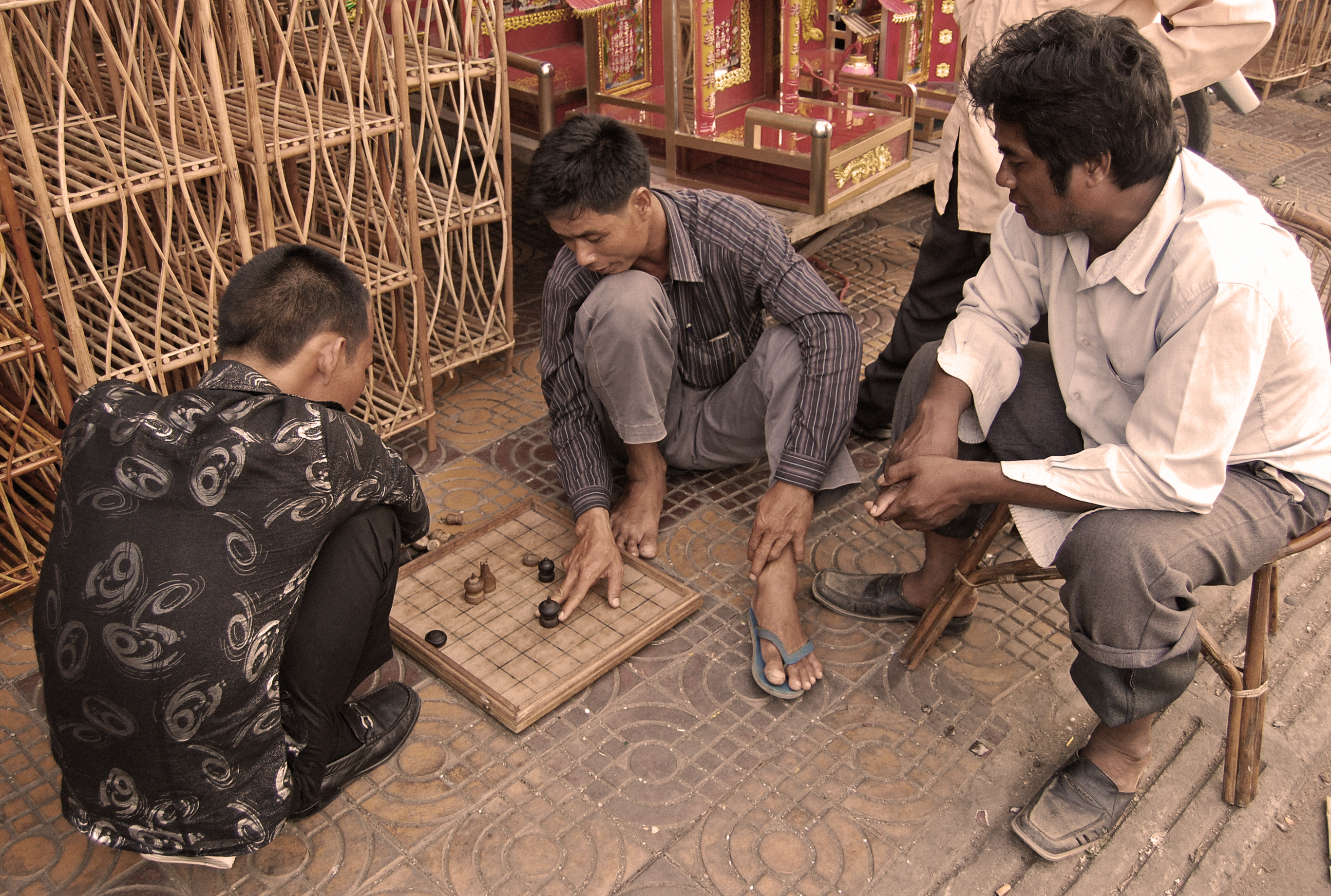
옥을 두는 캄보디아인 (2009년)

옥 짜뜨르앙(크메르어: អុកចត្រង, Ouk Chatrang,  [ʔok.caʔ.ˈtrɑŋ] 또는  [ʔok.cat.ˈtrɑŋ]))은 캄보디아의 체스류 보드 게임이다. 명칭이다.  옥(크메르어: អុក, Ok, Ouk,  [ʔok]), 옥 크마에(크메르어: អុកខ្មែរ, Ouk Khmer), 캄보디아 장기라고도 불린다. 베트남에서는 옥을 꺼옥(cờ ốc)이라 부르는데, 이는 말의 모양이 "조개껍데기"와 비슷하여 "조개 장기"의 의미를 가진다.
규칙은 태국의 막룩과 거의 같지만, 캄보디아 장기에서는 시작 위치에서 처음으로 움직일 때 앙(왕)은 (장군이 되지 않으면) 세스(말)차럼 움직일 수 있고, 네앙(여왕)은  2칸 전방으로 움직일 수 있다.
옥은 보카토르, 쿤 크메르 무술과 함께 2023년 동남아시안게임에서 캄보디아가 선보인 3대 전통 스포츠 중 하나이다.

## 행마법
각 기물의 움직임과 포획에 대해서는 막룩#기물의 움직임을 참조.
| 옥                       | 의미   | 막룩      | 체스   |
| ------------------------ | ------ | --------- | ------ |
| 앙(Ang) / 스다잇(Sdaach) | 왕     | 쿤 (영주) | 킹     |
| 네앙 (Neang)             | 여왕   | 멧        | 퀸     |
| 코울 (Koul)              | 기둥   | 콘        | 비숍   |
| 세스 (Ses)               | 말     | 마 (말)   | 나이트 |
| 토욱 (Touk)              | 배     | 르어      | 룩     |
| 뜨레이 (Trey)            | 물고기 | 비어      | 폰     |

## 어원과 역사
"짜뜨르앙"은 산스크리트어 "catur-aṅga" 또는 페르시아어 "šaṭranj"에서 유래한 것으로 추측된다. "옥"(Ouk, Ok)은 장기 그 자체를 가리키며, 또 장군을 걸었을 때에도 부른다.
이 게임의 정확한 기원은 다른 장기류와 마찬가지로 잘 알려져 있지 않다.
옥의 역사적 증거에는 다음과 같은 사항이 있다.

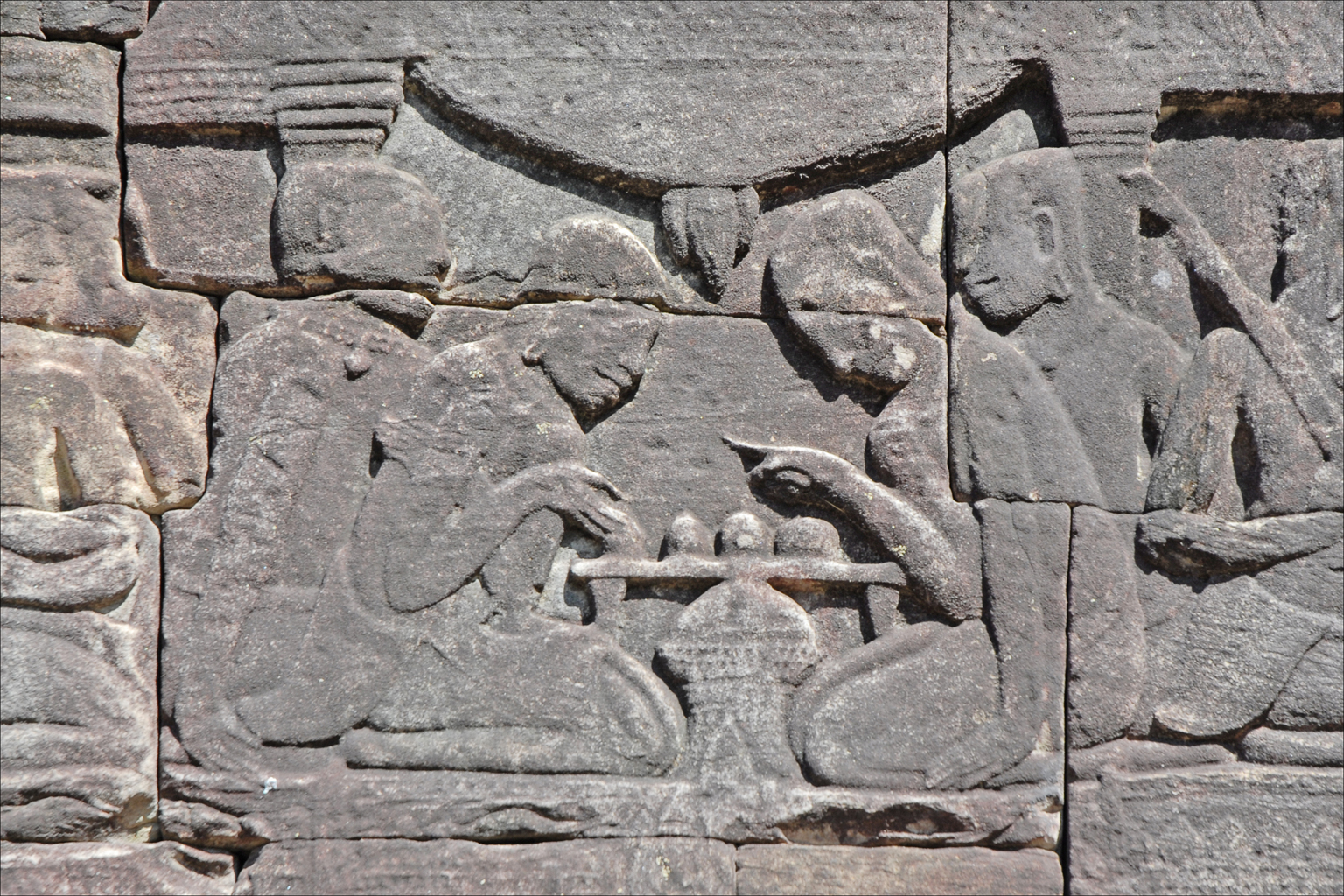
체스 같은 게임을 하는 사람들을 묘사한 바이욘의 릴리프

- 12세기부터 13세기의 앙코르와트, 프리야 칸, 바이욘에 릴리프가 존재한다. 릴리프에서는 두 인물이 몇 개의 기물이 놓인 상을 사이에 두고 있다. 이 장면은 장기를 강하게 연상시킨다. 그러나 반상에는 5개 또는 7개의 기물밖에 없고 말의 기물도 없다. 이것은 단순히 양식화의 결과이거나 규칙이 달랐음을 보여주는 것이거나 아니면 전혀 다른 게임일 수 있다.
- 13세기에 쓰여진 마르코 폴로의 '동방견문록'의 일부 판에서는 이 지역에서 黒檀이 사용되고 있었다는 것을 언급하고 있다.[5]  黒檀에서는 흑색 기물이 만들어진다.
- 동남아시아(더 정확히는 샴)에서 신뢰할 수 있는 최초의 장기류에 대한 기술은 1687년 시몬 드 라 르베르에 의해 이루어졌다. 그는 현지인들이 중국식 장기(샹치)와 "우리의" 장기를 지칭했다고 기록했다.[6]

## 규칙
기물은 앙(왕, 1개), 네앙(여왕, 1개), 코울(말뚝, 2개), 세스(말, 2개), 토욱(배, 2개), 뜨레이(물고기, 8개)  총 6종으로, 16개이다.  움직임은 태국 장기(막룩)와 같다. 뜨레이(물고기)는 앞으로 1칸 진행할 수 있지만 바로 앞의 적 기물은 잡히지 않고, 대신 대각선 앞의 적 기물을 취할 수 있다. 즉, 체스의 폰과 같은 움직임이다.
왕의 첫 행마는 세스처럼 움직일 수 있지만 상대방의 기물을 취할 수는 없다. 여왕의 첫 행마는 2칸 앞으로 나아가 세 번째 행으로 이동할 수 있고 상대의 기물을 취할 수 있다. 이 특수한 움직임에 관한 룰은 지역마다 차이가 있다.
상대의 왕을 외통 시키면 승리이다.
|   | a  | b  | c  | d  | e  | f  | g  | h  |   |
| 8 | a8 | b8 | c8 | d8 | e8 | f8 | g8 | h8 | 8 |
| 7 | a7 | b7 | c7 | d7 | e7 | f7 | g7 | h7 | 7 |
| 6 | a6 | b6 | c6 | d6 | e6 | f6 | g6 | h6 | 6 |
| 5 | a5 | b5 | c5 | d5 | e5 | f5 | g5 | h5 | 5 |
| 4 | a4 | b4 | c4 | d4 | e4 | f4 | g4 | h4 | 4 |
| 3 | a3 | b3 | c3 | d3 | e3 | f3 | g3 | h3 | 3 |
| 2 | a2 | b2 | c2 | d2 | e2 | f2 | g2 | h2 | 2 |
| 1 | a1 | b1 | c1 | d1 | e1 | f1 | g1 | h1 | 1 |
|   | a  | b  | c  | d  | e  | f  | g  | h  |   |

|   | a  | b  | c  | d  | e  | f  | g  | h  |   |
| 8 | a8 | b8 | c8 | d8 | e8 | f8 | g8 | h8 | 8 |
| 7 | a7 | b7 | c7 | d7 | e7 | f7 | g7 | h7 | 7 |
| 6 | a6 | b6 | c6 | d6 | e6 | f6 | g6 | h6 | 6 |
| 5 | a5 | b5 | c5 | d5 | e5 | f5 | g5 | h5 | 5 |
| 4 | a4 | b4 | c4 | d4 | e4 | f4 | g4 | h4 | 4 |
| 3 | a3 | b3 | c3 | d3 | e3 | f3 | g3 | h3 | 3 |
| 2 | a2 | b2 | c2 | d2 | e2 | f2 | g2 | h2 | 2 |
| 1 | a1 | b1 | c1 | d1 | e1 | f1 | g1 | h1 | 1 |
|   | a  | b  | c  | d  | e  | f  | g  | h  |   |

## 변형

### 오래된 변형
옥과 막룩은 쇼기·막룩·체스와 마찬가지로 칸 안에 기물을 두지만, 캄보디아에는 샹치·장기와 같이 선의 교차점에 기물을 두는 종류가 있었다는 증거가 존재한다. 이렇게 될 경우 판은 9×9가 되며, 뜨레이(물고기)와 네안(여왕)이 하나씩 늘어난다. 기물의 움직임은 대부분은 같은 것으로 보고 있다. 이 캄보디아 장기는 현재는 즐기지 않고 있다.

### 카 옥
카 옥(Ka Ok) 또는 카르 옥 (Kar Ouk)은 먼저 장군을 걸면 승리가 된다. 단, 자신의 왕으로 장군을 걸 수는 없다. 다른 규칙은 동하다.

### 그외
캄보디아식 장기의 또 다른 변형은 데이비드 프리처드가 "체스 변형 백과사전(The Encyclopedia of Chess Variants)"의 초판에 기술되었지만, 나중에 캄보디아에서 이러한 게임이 실행되지 않았기 때문에 오류에 포함된 것으로 확인되었다.

## 대회
첫 번째 전국 옥 토너먼트는 캄보디아 올림픽 위원회와 캄보디아 체스 협회가 정한 표준화된 규칙이 완성된 후 2008년 4월 3~4일에 캄보디아에서 열렸다.

## 참고 문헌
- Bernd Ellinghoven: Kambodschach. Work in Progress zur Geschichte des Schachspiels in Kambodscha. In: Schriftenreihe Kambodschanische Kultur, Bd. 8 (2003). Studiengemeinschaft Kambodschanische Kultur e.V., Berlin, 2003, ISSN 0179-2695.